# Bright Osayi-Samuel
Bright Osayi-Samuel (* 31. Dezember 1997 in Okija, Anambra) ist ein nigerianisch-englischer Fußballspieler, der seit Juli 2025 beim englischen Zweitligisten Birmingham City unter Vertrag steht. Er ist nigerianischer Nationalspieler.

## Privates
Der in Okija, Anambra geborene Bright Osayi-Samuel zog in seiner Kindheit mit seinen Eltern nach Spanien, bevor er im Alter von zehn Jahren nach England kam, wo sich die Familie im Londoner Stadtteil Woolwich niederließ. Er besitzt den nigerianischen und englischen Pass und ist dadurch für beide Nationalmannschaften spielberechtigt. Er selbst gab in einem Interview im Jahr 2016 bekannt, für jene des afrikanischen Staates auflaufen zu wollen.

## Karriere
Osayi-Samuel ist ein Flügelspieler und zu seinen fußballerischen Stärken zählen seine Schnelligkeit und Dribblings.

### FC Blackpool
Osayi-Samuel stammt aus der Nachwuchsabteilung des FC Blackpool und wurde zum Jahreswechsel der Saison 2014/15 in die erste Mannschaft befördert. Am 7. März 2015 (36. Spieltag) gab er bei der 0:1-Heimniederlage gegen Sheffield Wednesday mit 17 Jahren sein Debüt in der zweithöchsten englischen Spielklasse, als er in der 60. Spielminute für Connor Oliver eingewechselt wurde. Zum Saisonende stand er bei sechs Einsätzen und musste mit seinem Verein als abgeschlagener Tabellenletzter den Gang in die drittklassige Football League One antreten. In der nächsten Spielzeit 2015/16 etablierte er sich beim kriselnden Verein als Rotationsspieler und bestritt 23 Ligaspiele. Den Totalabsturz in die Viertklassigkeit konnte Osayi-Samuel jedoch auch nicht verhindern.
Am 10. Dezember 2016 (20. Spieltag) traf er beim 2:0-Auswärtssieg gegen den FC Stevenage erstmals für die Seasiders. Am 18. März 2017 (38. Spieltag) beförderte er seine Mannschaft mit einem Doppelpack und einer Vorlage zum 3:1-Auswärtssieg gegen den AFC Newport County. In dieser Saison 2016/17 gelangen ihm in 31 Ligaspielen vier Tore und drei Assists und trug damit wesentlich zum Erreichen der Aufstiegs-Play-offs bei. Nachdem Luton Town im Halbfinale geschlagen wurde, gewann man im Endspiel gegen Exeter City und besiegelte die Rückkehr in die League One.

### Queens Park Rangers

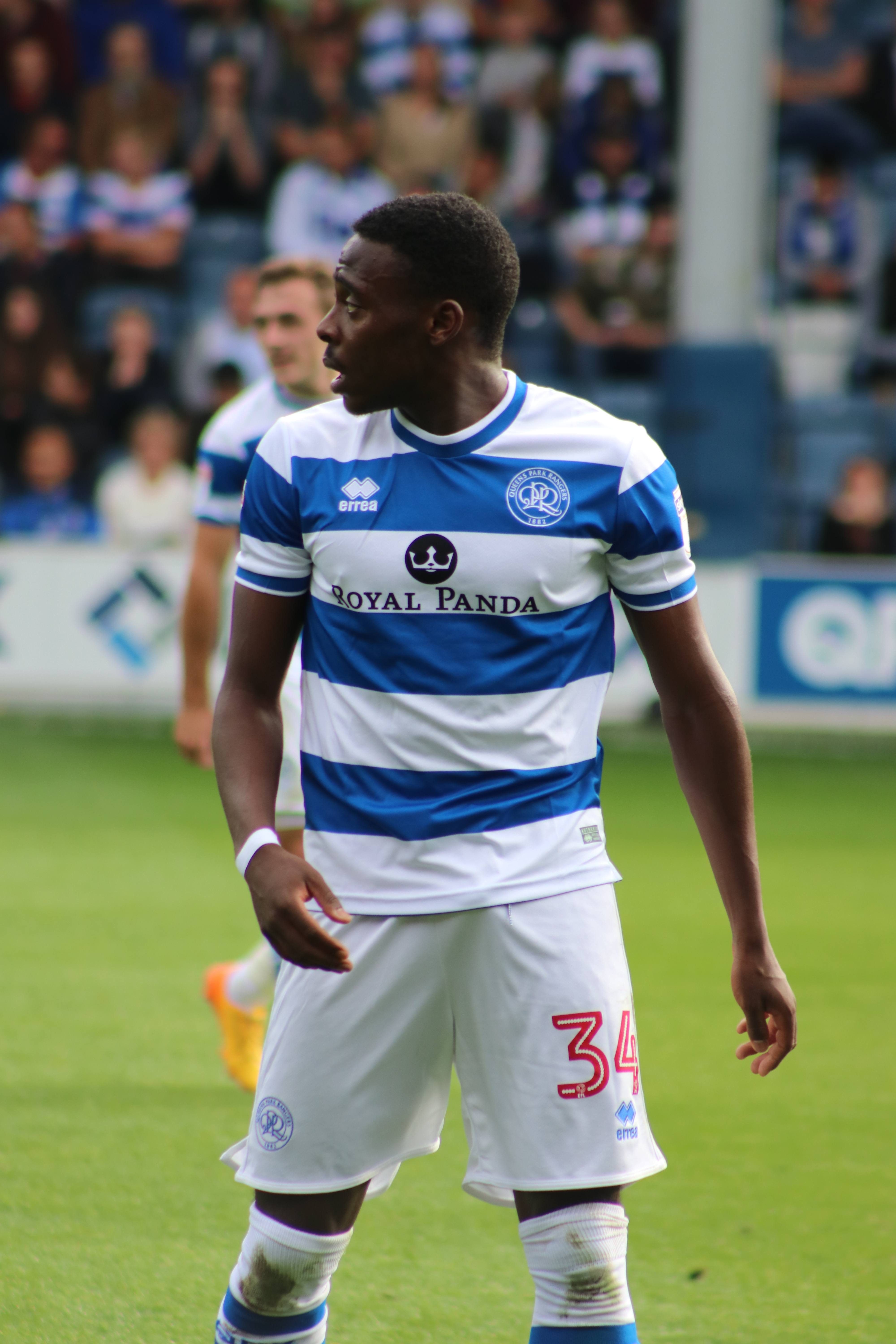
Osayi-Samuel im Einsatz für die Queens Park Rangers (2017)

Am 1. September 2017 wechselte Osayi-Samuel zum Zweitligisten Queens Park Rangers, wo er einen Dreijahresvertrag unterzeichnete. Am 23. September (9. Spieltag) debütierte er beim 0:0-Unentschieden gegen Burton Albion für die Rangers, als er in der Halbzeitpause für Yeni N’Gbakoto eingewechselt wurde. In dieser Saison 2017/18 wurde er hauptsächlich als Einwechselspieler eingesetzt. Am 28. April 2018 (45. Spieltag) erzielte er beim 3:1-Heimsieg gegen Birmingham City sein erstes Saisontor. In seiner ersten Saison bestritt er 18 Ligaeinsätze.
Diesen Status hielt er auch in der Spielzeit 2018/19 inne und absolvierte 27 Ligaspiele, in denen er zwei Mal treffen konnte. In der folgenden Saison 2019/20 gelang ihm im Dezember 2019 der Durchbruch in der Startformation von Cheftrainer Mark Warburton. Am 1. Januar 2020 traf er beim 6:1-Heimsieg gegen Cardiff City doppelt. Die Spielzeit beendete er mit fünf Treffern und neun Vorlagen, die er in 37 Ligaeinsätzen sammeln konnte.

### Fenerbahçe Istanbul
Im Januar 2021 wechselte er zum türkischen Meisteraspiranten Fenerbahçe Istanbul, bei dem der Flügelspieler einen Vierjahresvertrag unterschrieb, der anfangs ab der Saison 2021/22 beginnen sollte. Später im selben Monat einigten sich die Queens Park Rangers und Fenerbahçe Istanbul auf einen sofortigen Transfer. Sein Debüt gab er am 30. Januar 2021 (22. Spieltag) beim 1:0-Heimsieg gegen Çaykur Rizespor, bei dem er in der 61. Spielminute für Mame Thiam eingewechselt wurde. Am 8. März (29. Spieltag) gelang ihm beim 3:0-Auswärtssieg gegen Konyaspor sein erstes Ligator für Fenerbahçe.
Im Juli 2025 unterschrieb Osayi-Samuel einen Dreijahresvertrag beim englischen Zweitligisten Birmingham City.

## Erfolge
- FC Blackpool (2015–2017)
  - Mannschaft
    - Play-off-Sieger der EFL League Two und Aufstieg in die EFL League One: 2016/17

  - Individuell
    - Nachwuchsspieler des Monats der English Football League (EFL): März 2017[30]